# لوزی‌ماهی گرینلند
لوزی‌ماهی گرینلند (نام علمی: Reinhardtius hippoglossoides) نام یک گونه از تیره کفشک‌ماهیان راست‌روی است.